# George Dewey Clyde
Pour les articles homonymes, voir Clyde.
George Dewey Clyde, né le 21 juillet 1898 à Springville (Utah) – mort le 2 avril 1972 à Salt Lake City, est un homme politique américain. Membre du Parti républicain, il a été gouverneur de l’Utah pendant deux mandats, du 7 janvier 1957 au 4 janvier 1965.